# Tetraleurodes psidii
Tetraleurodes psidii és un hemípter del gènere Tetraleurodes de la família dels Aleiròdids.
L'espècie va ser descrita científicament per primera vegada per David el 1993.